# UGC 9412
UGC 9412 (również Markarian 817 lub PGC 52202) – galaktyka spiralna znajdująca się w konstelacji Smoka w odległości około 430 milionów lat świetlnych od Ziemi.
Wzdłuż ramion spiralnych tej galaktyki zachodzi intensywny proces formowania nowych gwiazd. W centrum UGC 9412 znajduje się supermasywna czarna dziura o masie 40 milionów M☉.